# 索恩一世
索恩一世（Thráin I），是英國作家約翰·羅納德·瑞爾·托爾金（J.R.R. Tolkien）的史詩式奇幻小說《魔戒三部曲》中的虛構人物。
他是都靈子民的國王，放棄了古老的家園凱薩督姆（Khazad-dûm），遷到伊魯伯（Erebor）建立了山下王國。

## 名字
索恩（Thráin）一名來自於現實中的北歐神話詩歌Voluspa，有著「堅毅」resolute的意思。

## 總覽
索恩一世是矮人（Dwarves）。他的父親是耐恩一世（Náin I）。不清楚他有沒有任何兄弟姊妹。他有一位兒子，索林（Thorin）。
他是都靈子民的國王，繼承了父祖在凱薩督姆的統治。在他祖父統治末年，矮人因為想挖取更多秘銀（Mithril）而不慎喚醒了潛伏在迷霧山脈深處的炎魔（Barlog），並殺了他的祖父和父親，逼使他帶著都靈一族的矮人逃離凱薩督姆。此後他率領族人遷至孤山，建立了山下王國（Kingdom under the Mountain）。
索恩一世生於第三紀元1934年，死於2190年，享年256歲。

## 生平
索恩一世生於第三紀元1934年，應該是在凱薩督姆出生。1981年，炎魔殺害他的父親耐恩一世，他繼承統領凱薩督姆的矮人的責任。但此時矮人已經無力驅逐敵人，最終索恩一世唯有率族人逃離自己的家園。
十八年以後（1999年），都靈一族遷移至伊魯伯，建立了山下王國。他們在伊魯伯挖掘到家傳寶鑽（Arkenstone），並逐漸回復實力和財富。第三紀元2190年，索恩一世應該是因自然原因而逝世，結束了209年的領導，由他的兒子索林繼位。

## 資料來源
1. 1 2 3 4 5 6 7 8  《魔戒三部曲》 2001年 聯經初版翻譯 附錄一帝王本紀及年表
2. ↑  Thain's Book: Thráin I 的存檔，存档日期2011-10-17.
3. ↑  《魔戒三部曲》 2001年 聯經初版翻譯 附錄二編年史

| 前任： 耐恩一世 | 都靈子民的國王 | 繼任： 索林一世 |